# Philip Jackson Darlington Jr.
Philip Jackson Darlington Jr., född 1904, död 1983, var en amerikansk biolog. Hans forskningsområden var bland annat evolutionen, zoogeografin och skalbaggarnas taxonomi.
Darlington utförde flera expeditioner till Colombia, Puerto Rico, Haiti, Kuba, Nya Guinea och Australien för att söka efter okända djurarter. Under en resa till Kap Yorkhalvön i nordöstra Australien hittade han pungdjuret Echymipera rufescens som innan endast var känt från Nya Guinea. Under 1940-talet var han ansvarig för insektssamlingen av ett museum som är kopplat till Harvard-universitetet (Museum of Comparative Zoology). Vid samma universitet blev han senare professor.
Darlingtons två största publikationer är:
- Zoogeography: The Geographical Distribution of Animals (1957)
- Biogeography of the Southern End of the World (1965)

Flera djurarter är uppkallade efter Darlington däribland kräldjuren Anolis darlingtoni, Celestus darlingtoni, Sphaerodactylus darlingtoni och Sphenomorphus darlingtoni samt fladdermusen Vespadelus darlingtoni.